# Антоан Лавоазие
Антоан-Лоран дьо Лавоазие (на френски: Antoine-Laurent de Lavoisier) е френски химик, член на Парижката академия на науките (от 1772 г.) и неин председател (от 1785 г.), един от основоположниците на съвременната химия.
Той установява ролята на кислорода при горенето и дишането (1780 г.), независимо от Джоузеф Пристли и Карл Шееле, закона за запазване на масата при химични реакции, както и състава на въздуха, водата (1770 г.) и диаманта (1773 г.).
Лавоазие е създател на химическата номенклатура (1786 – 1787), чиито основни принципи са запазени и до днес
. Доказал е, че т.нар. „земи“ (окисите на калция, бария, магнезия) не са прости вещества, както се е смятало дотогава, а кислородни съединения на съответните елементи. Лавоазие е един от основателите на термохимията. Въвел е принципите на физикохимичното изследване и в областта на биологията.
Лавоазие е работил като откупчик на данъци в данъчната служба Ферм женерал (на френски: Ferme générale), поради което е гилотиниран заедно с други откупчици по време на репресиите от Големия терор на Френската революция на 8 май 1794 г. Реабилитиран е през 1796 година.

## Биография

### Ранен живот и образование
Антоан Лавоазие е роден в заможно семейство в Париж на 26 август 1743 г. Той е син на адвокат в Парижкия парламент и наследява голямо богатство още на 5-годишна възраст, когато умира майка му. Лавоазие започва образованието си в колежа на Четирите Нации в Париж на 11-годишна възраст. През последните две години там (1760 – 1761) се поражда научният му интерес. Той учи химия, ботаника, астрономия и математика. По философия учи при Никола Луи дьо Лакай, който е изтъкнат математик и астроном, който подбужда интерес към метеорологичните наблюдения и ентусиазъм у малкия Лавоазие, които след това никога не стихват. Лавоазие е приет да учи право и получава бакалавърска степен през 1763 г. и право да практикува през 1764 г. Той е приет в адвокатска колегия, но така и не практикува тази си професия. Вместо това, той продължава научното си образование през свободното си време.

### Ранна научна дейност
Образованието на Лавоазие е изпълнено с идеалите на френското Просвещение по това време. Той е особено впечатлен от речника по химия на Пиер Маке. Лавоазие посещава лекции по естествени науки. Неговата отдаденост и страст към химията в голяма степен е повлияна от Етиен Боно де Кондияк, известен френски учен през 18 век. Първите трудове по химия на Лавоазие се появяват през 1764 г. В периода 1763 – 1767 г. той учи геология при Жан-Етиен Гетар. Заедно с него той провежда геоложко проучване на Елзас-Лотарингия през юни 1767 г. През 1764 г. представя първия си труд пред Френската академия на науките относно физичните свойства на гипса, а през 1766 г. е награден със златен медал от краля като признание за написано есе върху проблемите на градското улично осветление. През 1768 г. временно е назначен в Академията на науките. През 1769 г. работи по първата геологическа карта на Франция.

### Социален реформатор

#### Наука за благото на обществото
Лавоазие е най-известен с приноса си в науката, но той също така отделя значителна част от богатството си и времето си за общественото благо. Лавоазие мисли особено много за народа си и често търси начини да подобри живота на населението чрез подобрения в селското стопанство, промишлеността и науката. Първото доказателство за това е от 1765 г., когато публикува есето си за подобряване на уличното осветление.
През 1768 г. той се фокусира върху нов проект за акведукт. Целта е да се насочи вода от река Ивет към Париж, така че гражданите да имат чиста питейна вода. Но тъй като строителството така и не започва, той се прехвърля към пречистването на вода от река Сена. Именно този проект поражда интерес у Лавоазие към химията на водата и обществена санитарно-хигиенна мрежа.
Освен това Лавоазие проявява интерес към качеството на въздуха и прекарва известно време в изучаване на рисковете за здравето, свързани с наличието на барут във въздуха. През 1772 г. той провежда проучване относно как да се възобнови болницата Отел Дьо, след като е била повредена от пожар, по начин, който би позволил качествена вентилация.
По онова време затворите в Париж са известни с това, че са с ужасни условия, а отношението към затворниците е нечовешко. Лавоазие участва в разследвания през 1780 г. и отново през 1791 г. на хигиената в затворите и прави предложения за подобряване на условията, които впоследствие никой не взема предвид.
Вече член на Академията на науките, той полага усилия за насочване на изследванията към подобряване на публичите услуги. През 1793 г. предлага проект за подобряване на общественото здраве.

#### Спонсорство на науките
Лавоазие има виждания за общественото образование. Той получава по-голямата част от доходите си, след като купува акции на Ферм женерал, което му позволява да се занимава с наука на пълен работен ден, да живее охолно и да допринася финансово за подобряване на обществото. Това по-късно допринася за смъртта му по време на Големия терор.
По това време е много трудно да се осигури публично финансиране за наука, а освен това не е финансово изгодно за средностатистическия учен, така че Лавоазие използва богатството си, за да основе много скъпа и усъвършенствана лаборатория във Франция, за да могат учените да провеждат изследванията си без грижа за финансирането им.
Той също настоява за обществено образование в областта на науките и основава две организации, които имат за цел да служат като образователни инструменти за обществото. Финансирани от заможни благородници, те редовно провеждат курсове за широката публика от 1793 г.

### Ферм женерал и брак
На 26-годишна възраст Лавоазие купува акции на Ферм женерал, финансова компания, която насочва изчислените приходи от данъци към правителството, като в замяна има правото да събира данъците. От името на Ферм женерал, Лавоазие построява стена около Париж, така че да могат да се събират мита от тези, които транспортират стоки в и извън града. Участието му в събирането на данъци утежнява положението му, когато започва Големият терор във Франция, тъй като именно непосилните данъци и слабите правителствени реформи са сред главните причини за Френската революция.
Лавоазие консолидира социалната и икономическата си позиция, когато през 1771 г. се жени за Мари-Ан Пиерет Полз, 13-годишната дъщеря на високопоставен член на Ферм женерал. Тя играе важна роля в научната кариера на Лавоазие – превежда му английски документи, сред които изследванията на Ричард Кируан и Джоузеф Пристли върху флогистона. Освен това му помага в лабораторията и създава много скици и гравюри на лабораторните инструменти, използвани от Лавоазие и колегите му в научната им дейност. Тя редактира и публикува мемоарите на мъжа си и организира пиршества, на които видни учени дискутират идеи и проблемите на химията.
Известната картина Портрет на Антоан Лавоазие и съпругата му е нарисувана от Жак-Луи Давид през 1788 г., в зората на революцията. Тя не е изложена в Парижкия салон от страх, че може да разпали антиаристократични настроения.
В продължение на три години след присъединяването му към Ферм женерал, научната дейност на Лавоазие в известна степен се смалява, защото голяма част от времето му отива за бизнеса. Въпреки това, през този период той представя един важен мемоар пред Академията на науките, който засяга предполагаемото превръщане на вода в земя чрез изпарение. С много прецизен количествен експеримент Лавоазие показва, че земният седимент, получен след нагряване на вода в стъклен съд, не се дължи на превръщане на водата в земя, а по-скоро на постепенното разтапяне на вътрешността на стъкления съд от кипящата вода. Освен това той се опитва да внесе реформи във френската монетна и данъчна система в помощ на селяните.

### Борба с черния пазар на тютюн
Ферм женерал държи монопол над производството, вноса и износа на тютюн във Франция, а данъците, с които облагат тютюна, им носят по 30 милиона ливри годишно. Тези приходи започват да спадат поради нарастващия черен пазар на тютюн, който се контрабандира и фалшифицира, най-често с пепел и вода. Лавоазие разработва метод за контрол на тютюна, който може да покаже дали е добавяна пепел. Той открива, че ако се добави витриол или друг киселинен разтвор към пепел, настъпва моментална и интензивна реакция, придружена от доловим звук. Лавоазие също забелязва, че добавянето на малко пепел подобрява аромата на тютюна. Той също установява, че добавянето на повечко вода за набъбване на тютюна го кара да ферментира и да мирише лошо, но добавянето на само малко вода може да го подобри. Така по негова препоръка фабриките на Ферм женерал добавят 6,3% вода към тютюна, който обработват. Като компенсация, Ферм женерал доставят на търговците 17 унции тютюн на цената на 16. За да се гарантира, че се добавят само тези разрешени количества и за да се елиминира черния пазар, Лавоазие установява система от проверки, счетоводство, надзор и тестване, която да затрудни търговците на дребно да си набавят контрабандни тютюни или да повишават печалбите си чрез нечестни методи. Той върши това с енергия и упоритост, а въведената система не се харесва на тютюнотърговците и отрицателните настроения му нанасят голяма вреда след избухването на Френската революция.

### Химическа номенклатура
В историята на развитие на химията Лавоазие е признат водач на революцията във фимията през XVIII век и един от основателите на съвременната химия. Към 1785 г. неговата нова теория за горенето получава все по-голямо признание и той се възползва от случая, за да продължи цялостното преформулиране на понятията и наименуването на химическите вещества, започнато от Гитон де Морво. През 1787 заедно с още трима учени Лавоазие публикува новата номенклатура и тя скоро се приема широко, благодарение на неговия авторитет. Основните принципи на тази номенклатура са в сила и до днес. Две години по-късно Лавоазие публикува основополагащия трактат Traité élémentaire de chimie.

### Кралска комисия по земеделието
Лавоазие спомага за учредяването на Кралска комисия по земеделието. След това служи като неин секретар и изразходва голяма част от парите си за подобряване на земеделските добиви в части от страната, където селскостопанската земя е с лошо качество. През 1788 г. той представя доклад пред комисията, в който подробно описва десетгодишните усилия на експерименталната си ферма за въвеждане на нови култури и нови видове добитък. Заключението му е, че въпреки възможностите на аграрните реформи, данъчната система оставя фермерите наематели с толкова малко средства, че е нереалистично да се очаква от тях да променят традиционните си практики.

### Барутна комисия
Изследванията на Лавоазие в областта на горенето се провеждат сред изключително натоварен график с публични и частни задължения, особено във връзка с Ферм женерал. Има голям брой доклади, които трябва да се представят на комитетите на Академията на науките, касаещи проучвания на определени проблеми на кралското правителство. Лавоазие, чиито организационни умения са забележителни, често получава задачата да пише такива официални доклади. През 1775 г. Лавоазие е назначен като един от четирима комисари по барута, назначени да заменят частна компания, подобна на Ферм женерал, която не се справила със задачата си да запасява Франция с нужните ѝ муниции. В резултат на усилията му, както количеството, така и качеството на френския барут се подобрява значително и става източник на приходи за правителството. Назначението му в барутната комисия се оказва благоприятно за научната кариера на Лавоазие. Като комисар, той разполага с къща и лаборатория към Кралския арсенал. Живее именно там в периода 1775 – 1792 г.
Лавоазие играе голяма роля в създаването на барутния бизнес на компанията Дюпон, тъй като обучава основателя му Ельотер Ирене дю Пон дьо Немур да произвежда барут.:с. 40

### Френската революция
През юни 1791 г. Лавоазие дава назаем 71 000 ливри на Пиер Самюел дю Пон дьо Немур (бащата на Ельотер Ирене), за да закупи печатница, която да публикува вестника La Correspondance Patriotique. Планът е да се включат както доклади за дебатите в Учредителното събрание на Франция, така и трудове на Академията на науките. Революцията бързо възпрепятства първият вестник на възрастния дю Пон, но синът му скоро започва да издава Le Republicain, както и последните химически трудове на Лавоазие.:с. 15 Лавоазие също така ръководи комисията за установяване на единна система за мерки и теглилки, която през март 1791 г. препоръчва приемането на метричната система. Новата система е приета от Конвента на 1 август 1793 г. Самият Лавоазие е уволнен от комисията за мерки и теглилки на 23 декември 1793 г., заедно с Лаплас и няколко други члена, поради политически причини. Той предлага на Конвента реформа на френското образование. Той също се намесва от името на редица учени, родени в чужбина, сред които и Жозеф Луи Лагранж, като им помага да бъдат изключени от действието на декрет, отнемащ имуществото и свободите от всички чужденци.

### Последни дни и екзекуция
Докато Френската революция набира скорост, започват нападения срещу Ферм женерал, която голяма част от населението ненавижда. Компанията е закрита през март 1791 г. През 1792 г. Лавоазие е принуден да подаде оставка от позицията си в Барутната комисия и да напусне дома и лабораторията си. На 8 август 1793 г. всички научни дружества, включително Академията на науките, са затворени по заповед на Анри Грегоар.
На 24 ноември 1793 г. е наредено да се арестуват всички бивши данъчни служители в земеделието. На Лавоазие и другите членове на Ферм женерал са повдигнати девет обвинения за парична измама срещу държавата и за добавяне на вода към тютюна, преди продажбата му. Лавоазие изготвя защитата си, опровергавайки финансовите обвинения и напомняйки на съда как са поддържали постоянно високо качество на тютюна. Съдът обаче е склонен да вярва, че ако ги осъди и изземе стоките им, ще възстанови огромни суми в полза на държавата. Лавоазие е намерен за виновен и гилотиниран на 8 май 1794 г. в Париж, на 50-годишна възраст, заедно с останалите 27 обвиняеми.
Значението на Лавоазие за науката е засвидетелствано от Лагранж, който скърби след обезглавяването му, заявявайки, че е отнело само миг да го обезглавят, но дори и сто години вероятно няма да са достатъчни, за да се появи човек като него.
Година и половина след смъртта му, Лавоазие е оневинен от правителството на Франция. По време на първата вълна бял терор, неговите останки са предадени на вдовицата му. Към тях е приложена кратка бележка, гласяща „За вдовицата на Лавоазие, който е бил погрешно осъден“. Около век след смъртта му, в Париж е издигната статуя в негова чест. Статуята е претопена през Втората световна война, но след края ѝ не е възстановена. Неговото име е едно от 72-те имена на известни френски учени, инженери и математици, които са изписани върху Айфеловата кула.